# Благодать (Дмитровский городской округ)
Благодать — деревня в Дмитровском районе Московской области, в составе Сельского поселения Костинское. До 2006 года Благодать входила в состав Гришинского сельского округа.

## Расположение
Деревня расположена в юго-восточной части района, примерно в 17 км на юго-восток от Дмитрова, высота центра над уровнем моря 222 м. Ближайший населённый пункт — Беклемишево в 1,5 км на северо-запад.

## Население
| 2002 | 2006 | 2010 |
| ---- | ---- | ---- |
| 0    | →0   | ↗1   |